# Ridge Racer 2
Ridge Racer 2 – gra wideo z serii Ridge Racer pierwotnie wydana w Japonii w 1994 roku na automat do gry. W 2006 roku gra została wydana na przenośną konsolę PlayStation Portable.